# The Frustrators
A The Frustrators egy amerikai punk-rock együttes. Bejegyzett tartózkodási helyük a kaliforniai San Francisco. Az Adeline Records kiadóhoz tartoznak. A The Frustrators tagjai: Jason Chandler (ének), Terry Linehan (szólógitár, vokál), Art Tedeschi (dob), és Mike Dirnt (basszusgitár, vokál). Az összes tag más együttesekből való, Terry Linehan a Waterdogból, Jason Chandler és Art Tedeschi a Violent Anal Deathből, és Mike Dirnt a Green Dayből.
Két kiadványuk jelent meg az Adeline Recordsnál, a Bored in the USA EP és a debütáló LP, az Achtung Jackass.
Az Adeline Records honlapján a következő jellemzés található róluk:
„Frusztrálnak, és nem érdekli őket, oké?! Punk-and-roll négyes, tagokkal a GREEN DAY-ből, A Rhode Island-i WATERDOG-ból és egy csirkével, Stanleyvel. A THE FRUSTRATORS frusztráló, és egész egyszerűen nem törődnek vele. Tényleg nehéz őket bekategorizálni. Kivételes dolog őket koncertezés közben látni. Egy dolog biztos - a bandának megvan a maga stílusa. Vegyítések az új stílusú punkból és némi country-íz, néhány pillanat a fejrázós hard rockból, az ő egyedi összeállításuk, hogy készítsenek egy teljesen váratlan punkzenét. Mindannyian remek zenészek némi humorérzékkel.”
Érdekesség, hogy a „Bonus Track” című szám teljesen megfordítva került fel a lemezre.

## Az Achtung Jackass
2002. március 11-én a The Frustrators kiadta Achtung Jackass LP-t az Adeline Records jóvoltából. A lemez végén egy bónusz szám is található "Bonus Track" címmel.
Egy lemezkritikus az Allmusic-tól így jellemezte az albumot: „egy szemtelen új stílusú punk és egy nagy baklövés élvezhető kombinációja”, a „My Best Friend's Girl” című dallal kipótolva, amely szerinte megmutatja „a zenekar képességét a komoly vegyítésre az új hullám változatosságából, és ez teszi a korongot olyan igazivá”.
A második lemezük az Adeline kiadónál. Tíz dal mesél a hülyeségről és hetvenkedő kalandokról…

## Diszkográfia
- Achtung Jackass - Adeline Records lemezkiadó
- Bored in the USA EP - Adeline Records lemezkiadó